# Aakenustunturi
Aakenustunturi är ett lågfjäll i finska Lappland, cirka 50 kilometer från gränsen till Sverige. Det når 570 meter över havet och ligger ungefär 20 kilometer nordväst om samhället Kittilä.
Sedan december 2004 ingår fjället i Pallas-Yllästunturi nationalpark.